# تحليل البيانات المالية

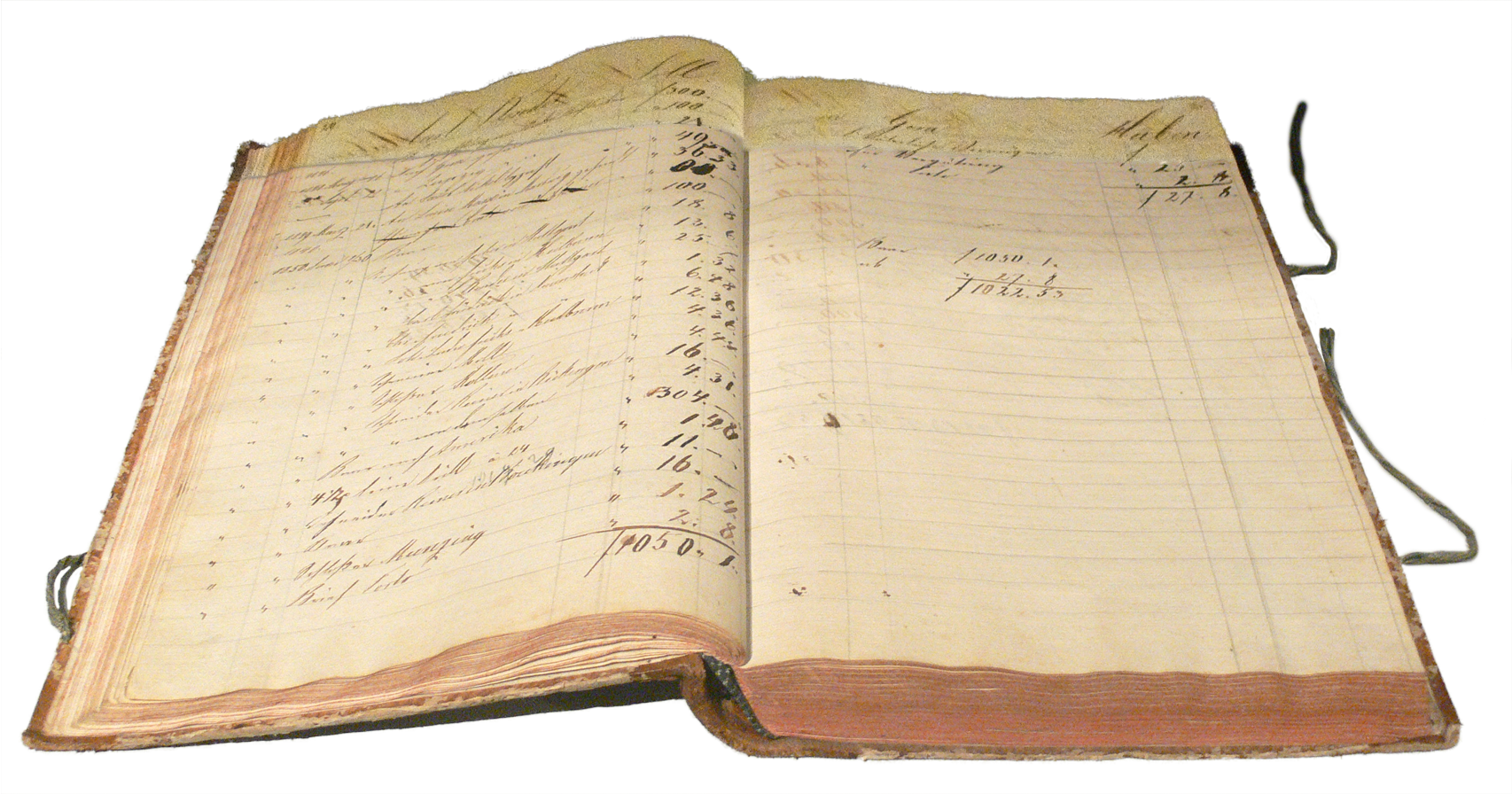

تحليل البيانات المالية (بالإنجليزية: Financial statement analysis)‏ (أو التحليل المالي) إلى عملية فهم المخاطر والأرباح لشركة معينة (عمل تجاري، أو عمل تجاري فرعي، أو مشروع) من خلال تحليل المعلومات المالية المسجلة باستخدام الوسائل والأدوات المحاسبية المختلفة.
يتكون تحليل البيانات المالية من: (1) إعادة صياغة البيانات المالية المسجلة، و(2) تحليل أخطاء القياسات وتعديلها، و(3) تحليل النسب المالية على أساس البيانات المالية المعدلة أو المعاد صياغتها. عادةً ما يتم إغفال أول خطوتين في هذه العملية؛ أي أنه لا يُحسَب سوى النسب المالية على أساس الأرقام المسجلة، وربما مع إجراء بعض التعديلات عليها. ويمثل التحليل المالي الأساس لتقييم مخاطر الائتمان وتثمينها، وإجراء عملية تقييم الشركة الأساسية.
1) يبدأ تحليل البيانات المالية عادةً بإعادة صياغة المعلومات المالية المسجلة. وتتمثل إحدى سبل عمليات الصياغة الشائعة لبيانات الدخل في تقسيم العناصر المسجلة إلى عناصر متكررة أو اعتيادية، وعناصر غير متكررة أو خاصة. وبذلك، يمكن تقسيم المكاسب إلى مكاسب أساسية أو اعتيادية ومكاسب مؤقتة. وتتمثل الفكرة هنا في أن المكاسب الاعتيادية أكثر استقرارًا، وبالتالي أكثر ملاءمة لعمليتي التنبؤ والتقييم. وهذه المكاسب الاعتيادية تنقسم بدورها إلى صافي الربح التشغيلي بعد الضرائب (NOPAT) وصافي التكاليف المالية. فتنقسم الميزانية، على سبيل المثال، إلى صافي الأصول العاملة (NAO)، وصافي الدين المالي وحقوق الملكية.
2) تهدف خطوة تحليل أخطاء القياس وتعديلها إلى التحقق من مدى صحة الأرقام المحاسبية المسجلة. على سبيل المثال، يمكن أن تكون الأرقام المسجلة تمثيلاً سيئًا أو غير منظم لرأس المال المُستثمَر، فيما يتعلق مثلاً بصافي الأصول العاملة، ما يعني أن عائد صافي الأصول العاملة (RNOA) سيكون بدوره مقياسًا غير منظم للربحية (المعدل الداخلي للعائد، IRR). تعد نفقات البحوث والتنمية مثالاً على الحالات التي يُتوقَع فيها أن يؤدي الإنفاق على الاستثمار إلى فوائد اقتصادية مستقبلية، ما يشير إلى أن البحوث والتنمية يجب إضافتها إلى الأصول في الميزانية. ومن أمثلة تعديل أخطاء القياس استبعاد المُحلِل المالي لنفقات البحوث والتنمية من بيان الدخل، ووضعها بالميزانية. وبذلك، يحل استهلاك رأس مال البحوث والتنمية محل نفقات البحوث والتنمية في الميزانية. ومن الأمثلة الأخرى أيضًا على ذلك تعديل الأرقام المسجلة عندما يشك المُحلِل المالي في إدارة المكاسب.
3) يجب أن يستند تحليل النسب المالية على بيانات مالية معدلة أو معاد تجميعها. وهناك نوعان من تحليل النسب يتم إجراؤهما: 3.1) تحليل المخاطر، و3.2) تحليل الربحية:
3.1) يهدف تحليل المخاطر في الأساس إلى الكشف عن مخاطر الائتمان التي تتعرض لها الشركة. ويتكون تحليل المخاطر من تحليل السيولة والقدرة على الدفع. ويهدف تحليل السيولة إلى تحليل ما إذا كانت الشركة تملك ما يكفي من السيولة المالية للوفاء بالتزاماتها عندما يحين موعد دفعها. ومن الأساليب المعتادة لتحليل مخاطر عدم السيولة التركيز على النسب، مثل تغطية الفوائد والنسب الحالية. من التحليلات المفيدة كذلك تحليل التدفقات النقدية. أما تحليل القدرة على الدفع، فيتناول تحليل ما إذا كانت الشركة تملك من المال ما يسمح لها بالتعافي من أية خسارة أو خسائر متتابعة. ومن الأساليب المعتادة لتحليل عدم القدرة على الدفع التركيز على النسب، مثل حقوق الملكية كنسبة مئوية من رأس المال الإجمالي، وغير ذلك من نسب بنية رأس المال. وبناءً على تحليل المخاطر، يمكن تصنيف الشركة الخاضعة للتحليل، أي منحها تصنيفًا من ناحية الخطر، وهو ما يُعرَف بالتصنيف التركيبي.
نسب الخطر، مثل النسبة الحالية، وتغطية الفوائد، والنسبة المئوية لحقوق الملكية، ليس لها معايير قياسية نظرية. لذا، تشيع مقارنتها بالمتوسط في الصناعة على مدار الوقت. فإذا كانت نسبة حقوق الملكية الخاصة بالشركة أعلى من متوسط الصناعة، تكون بذلك أقل عرضة للخطر، على عكس ما إذا فاقت هذه النسبة متوسط الصناعة. وبالمثل، إذا زادت نسبة حقوق الملكية على مدار الوقت، يمثل ذلك إشارة جيدة فيما يتعلق بخطر عدم القدرة على الدفع.
3.2) يشير تحليل الربحية إلى تحليل عائد رأس المال، مثل عائد حقوق الملكية، وهو المكاسب مقسومة على متوسط حقوق الملكية. يمكن التعبير عن عائد حقوق الملكية بالمعادلة التالية: ROE = RNOA + (RNOA - NFIR) * NFD/E، حيث يشير RNOA إلى عائد صافي الأصول العاملة، وNFIR إلى صافي معدل الفوائد، وNFE إلى صافي الدين المالي، وE إلى حقوق الملكية. وبذلك، يمكن إيضاح مصادر عائد حقوق الملكية.
على عكس النسب الأخرى، يتميز عائد رأس المال بمعيار قياسي نظري، وهو تكلفة رأس المال (المعروف أيضًا بعائد رأس المال اللازم). على سبيل المثال، يمكن مقارنة عائد حقوق الملكية بعائد حقوق الملكية اللازم (kE)، وفقًا لتقدير نموذج تسعير أصول رأس المال مثلاً. وإذا كان عائد حقوق الملكية أكبر من عائد حقوق الملكية اللازم (أو عائد صافي الأصول العاملة (RNOA) أكبر من متوسط تكلفة رأس المالي المُقدَر (WACC))، فمعنى ذلك أن الشركة تحقق أرباحًا اقتصاديًا في أي وقت خلال فترة تحليل النسب المئوية. وتحقق الشركة قيمة لمالكيها.
يمكن استغلال ما يتوصل إليه تحليل البيانات المالية للقيام بتنبؤات وتقييم مخاطر الائتمان وحقوق ملكية الشركة. على سبيل المثال، إذا كشف تحليل البيانات المالية عن زيادة في الأداء المتميز (ROE - kE > 0) على مدار الفترة الزمنية لتحليل البيانات المالية، فيمكن استنتاج التوجهات المستقبلية. لكن النظرية الاقتصادية تشير إلى أن القوى المتنافسة ستعمل - آجلاً أو عاجلاً - وسيقترب عائد حقوق الملكية إلى العائد اللازم. ولا يكون ROE - kE > 0 في وضع مستقر إلا إذا كانت الشركة تتمتع بميزة تنافسية مستمرة.

## وصلات خارجية

### جمعيات
- SFAF - the French Society of Financial Analysts
- ACIIA - Association of Certified International Investment Analysts
- EFFAS - European Federation of Financial Analysts Societies

The process of making a systematic evaluation of the firm and other finance-related entities to determine their ability for investment. (عملية التقييم النظامي للشركات وغيرها من الكيانات المالية لتحديد قدرتها على الاستثمار.) (آندر منزافا، 2013)